# Sarraceniaceae
Sarraceniaceae — родина рослин, що належать до порядку Ericales (раніше Nepenthales). Родина включає три сучасні роди: 
Darlingtonia — 1 вид, Каліфорнія, Орегон
Heliamphora — 17 видів, Північна Бразилія, Гаяна, Венесуела
Sarracenia — 11 видів, США й Канада
Вимерлий Archaeamphora longicervia також може належати до цієї родини, хоча пізніші дослідження ставлять під сумнів це тлумачення.
Усі три є м’ясоїдними рослинами, які заманюють комах нектаром і використовують свої подовжені трубчасті листя, наповнені водою та травними ферментами, щоб ловити та споживати їх. Травні ферменти не завжди виробляються самими рослинами. Травні мутуалізми поширені у Sarraceniaceae: і Sarracenia, і Darlingtonia покладаються на комменсальні бактерії, щоб доповнити або виробити всі їхні ферменти. Багато видів також використовують спрямовані вниз волоски та воскоподібні виділення, щоб комахам було важко втекти.
Sarracenia та Darlingtonia походять з Північної Америки, а Heliamphora — з Південної Америки. Попередній філогенетичний аналіз показує, що родина виникла в Південній Америці приблизно 47 мільйонів років тому і незабаром поширилася до Північної Америки, приблизно 35 мільйонів років тому. Клада Sarracenia і Heliamphora відокремилася від Darlingtonia приблизно в цей час, швидше за все, через похолодання на початку олігоцену. Sarracenia відокремилася від Heliamphora пізніше, близько 23 мільйонів років тому. Однак нещодавнє дослідження показало, що час розбіжності у Sarraceniaceae може бути набагато старшим. Родина могла виникнути близько 88 мільйонів років тому під час пізньої крейди. Клада Sarracenia та Heliamphora могла відокремитися від Darlingtonia приблизно 54 мільйони років тому під час раннього еоцену. Sarracenia та Heliamphora могли розділитися приблизно 36 мільйонів років тому під час пізнього еоцену.
Ці рослини ростуть у бідному поживними речовинами, часто кислому ґрунті та використовують комах як харчову добавку. Отже, ріст хижих глечиків є пластичним: у міру збільшення вмісту азоту в ґрунті Sarracenia виробляє менше глечиків.